# NBA Sportsmanship Award

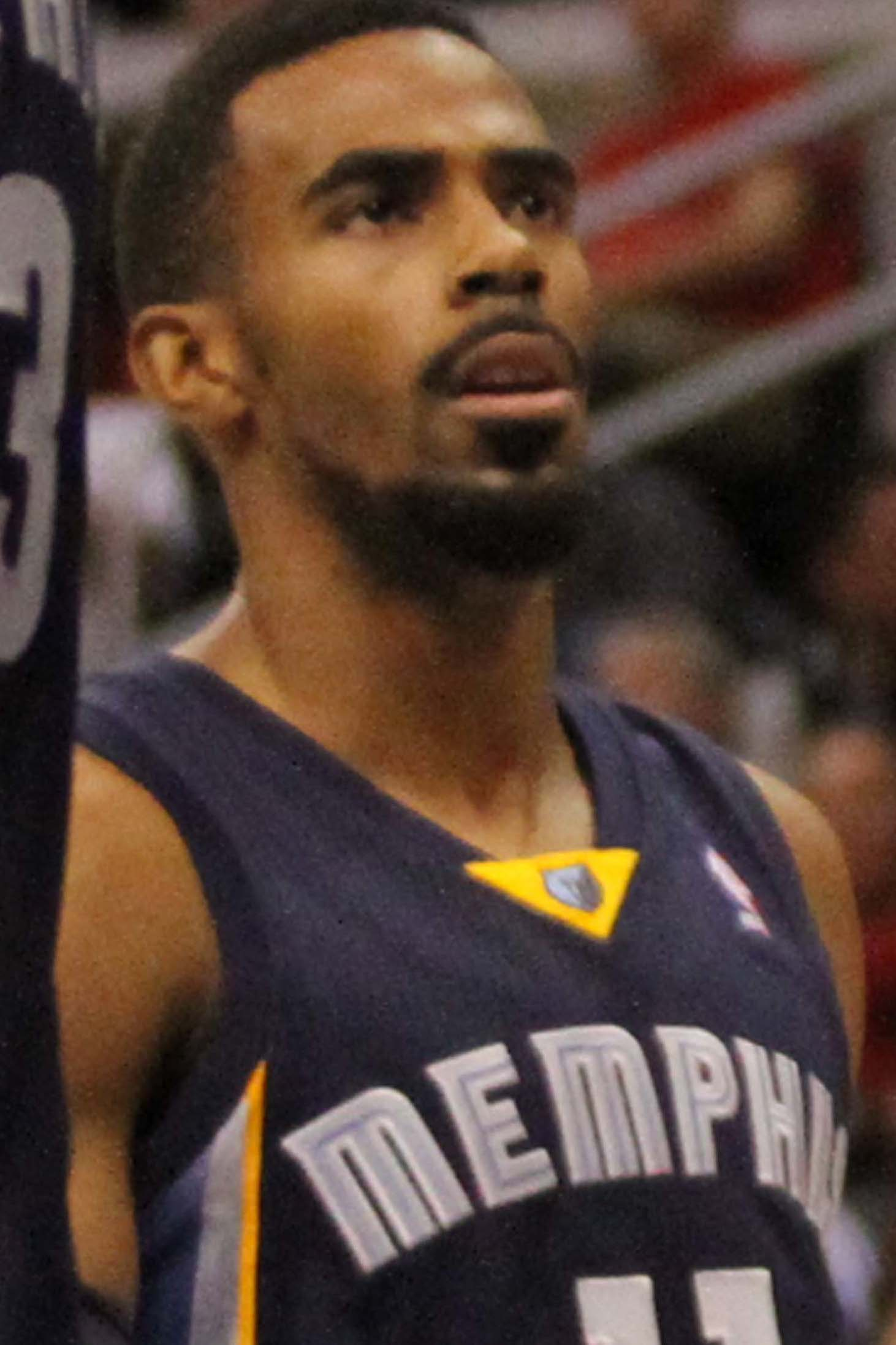
Mike Conley Jr. é o único jogador a conquistar o prêmio quatro vezes.

O NBA Sportsmanship Award (em português: Prêmio da NBA de Lealdade) é um prêmio anual da National Basketball Association concedido desde a temporada da NBA de 1995-96 ao jogador que mais "exemplifica os ideais de espírito esportivo na quadra — comportamento ético, jogo limpo e integridade"; o vencedor é escolhido pelos jogadores da NBA.

## Vencedores
| *           | Consta no Basketball Hall of Fame                          |
| ^           | Denota um jogador ativo atualmente                         |
| Jogador (X) | Denota o número de vezes que o jogador conquistou o prêmio |

| Temporada | Jogador           | Posição  | Nacionalidade  | Time                   | Referência |
| --------- | ----------------- | -------- | -------------- | ---------------------- | ---------- |
| 1995-96   | Joe Dumars*       | Armador  | Estados Unidos | Detroit Pistons        | [ 1 ]      |
| 1996-97   | Terrell Brandon   | Armador  | Estados Unidos | Cleveland Cavaliers    | [ 2 ]      |
| 1997-98   | Avery Johnson     | Armador  | Estados Unidos | San Antonio Spurs      | [ 3 ]      |
| 1998-99   | Hersey Hawkins    | Armador  | Estados Unidos | Seattle SuperSonics    | [ 4 ]      |
| 1999-00   | Eric Snow         | Armador  | Estados Unidos | Philadelphia 76ers     | [ 5 ]      |
| 2000-01   | David Robinson*   | Pivô     | Estados Unidos | San Antonio Spurs      | [ 6 ]      |
| 2001-02   | Steve Smith       | Armador  | Estados Unidos | San Antonio Spurs      | [ 7 ]      |
| 2002-03   | Ray Allen*        | Armador  | Estados Unidos | Seattle SuperSonics    | [ 8 ]      |
| 2003-04   | P. J. Brown       | Ala/Pivô | Estados Unidos | New Orleans Hornets    | [ 9 ]      |
| 2004-05   | Grant Hill*       | Ala      | Estados Unidos | Orlando Magic          | [ 10 ]     |
| 2005-06   | Elton Brand       | Ala      | Estados Unidos | Los Angeles Clippers   | [ 11 ]     |
| 2006-07   | Luol Deng         | Ala      | Reino Unido    | Chicago Bulls          | [ 13 ]     |
| 2007-08   | Grant Hill* (2)   | Ala      | Estados Unidos | Phoenix Suns           | [ 10 ]     |
| 2008-09   | Chauncey Billups  | Armador  | Estados Unidos | Denver Nuggets         | [ 14 ]     |
| 2009-10   | Grant Hill* (3)   | Ala      | Estados Unidos | Phoenix Suns           | [ 10 ]     |
| 2010-11   | Stephen Curry^    | Armador  | Estados Unidos | Golden State Warriors  | [ 15 ]     |
| 2011-12   | Jason Kidd*       | Armador  | Estados Unidos | Dallas Mavericks       | [ 16 ]     |
| 2012-13   | Jason Kidd* (2)   | Armador  | Estados Unidos | New York Knicks        | [ 17 ]     |
| 2013-14   | Mike Conley^      | Armador  | Estados Unidos | Memphis Grizzlies      | [ 18 ]     |
| 2014-15   | Kyle Korver       | Armador  | Estados Unidos | Atlanta Hawks          | [ 19 ]     |
| 2015-16   | Mike Conley^ (2)  | Armador  | Estados Unidos | Memphis Grizzlies      | [ 20 ]     |
| 2016-17   | Kemba Walker      | Armador  | Estados Unidos | Charlotte Hornets      | [ 21 ]     |
| 2017-18   | Kemba Walker (2)  | Armador  | Estados Unidos | Charlotte Hornets      | [ 22 ]     |
| 2018-19   | Mike Conley^ (3)  | Armador  | Estados Unidos | Memphis Grizzlies      | [ 23 ]     |
| 2019-20   | Vince Carter*     | Ala      | Estados Unidos | Atlanta Hawks          | [ 24 ]     |
| 2020-21   | Jrue Holiday^     | Armador  | Estados Unidos | Milwaukee Bucks        | [ 25 ]     |
| 2021-22   | Patty Mills^      | Armador  | Austrália      | Brooklyn Nets          | [ 26 ]     |
| 2022-23   | Mike Conley^ (4)  | Armador  | Estados Unidos | Minnesota Timberwolves | [ 27 ]     |
| 2023-24   | Tyrese Maxey^     | Armador  | Estados Unidos | Philadelphia 76ers     | [ 28 ]     |
| 2024-25   | Jrue Holiday^ (2) | Armador  | Estados Unidos | Boston Celtics         | [ 29 ]     |